# Saalmuellerana viriata
Saalmuellerana viriata är en fjärilsart som beskrevs av Swinhoe 1885. Saalmuellerana viriata ingår i släktet Saalmuellerana och familjen nattflyn. Inga underarter finns listade.